# Mycalesis polydecta
Mycalesis polydecta är en fjärilsart som beskrevs av Robert Walter Campbell Shelford 1904. Mycalesis polydecta ingår i släktet Mycalesis och familjen praktfjärilar. Inga underarter finns listade i Catalogue of Life.